# Nikita Bitjurin
Nikita Jakovlevitj Bitjurin (Никита Яковлевич Бичурин) (29. august 1777 – 11. maj 1853), bedre kendt ved sit munkenavn Iakinf (Иакинф), Iakinf Bitjurin, var en vigtig tidlig sinolog. Han kom fra en tjuvasisk præstefamilie og studerede ved det russisk-ortodokse præsteseminar i Kazan.
I 1802 blev han tonsuret og så udsendt til Beijing i Kina for her at udbrede det kristne budskab. Han tilbragte da her de næste 14 år af sit liv. Imidlertid var hans primære interesser af mere sekulær karakter, han interesserede sig stærkt for Kinas historie og kinesisk sprog. Denne interesse var så altopslugende at den religiøse iver kom i anden række. Denne manglende interesse i hans religiøse embede medførte at han til slut blev anklaget for manglende religiøs iver of frataget sin munkestilling og send i kloster i Valamo kloster på øen Valamo. Her fortsatte han sit arbejde med kinesisk kultur og oversatte mange kinesiske dokumenter som tidligere havde været utilgængelige for europæiske læsere. Hans forfatterskab i kinesisk og mongolsk historie udviklede sig til at blive særdeles omfattende og indbefattede værker inden for områdernes geografi, landbrug, religion og statistik.
I 1837 åbnede han den første sprogskole for kinesisk i Den russiske rige. Hans bidrag til kinaforskningen var baggrund for at han blev optaget som medlem af det russiske, preussiske og franske videnskabsakademier.